# 김창두
김창두(金昌斗, 일본식 이름: 金谷昌斗 또는 金谷康平, 1884년 ~ ?)는 일제강점기의 관료이다.

## 생애
황해도 봉산군 출신이다. 평양의 숭실중학교를 거쳐 1906년에 인천임시철도감부 철도관리양성소를 졸업한 뒤 철도 사무에 종사하면서 대한제국 관리가 되었다.
이후 황해도 사리원과 개성 등지에서 근무하다가, 1925년에 조선총독부 철도국 경성공무사무소에 기수로 발령받았다. 1932년 철도국 공무과 서기로 승진한데 이어 1935년에는 총독부 군수로 승진하여 강원도 평창군 군수가 되었다.
평창군수로 재직 중이던 1935년에 총독부가 편찬한 《조선공로자명감》에 실린 조선인 공로자 353명 중 한 명이다. 이 책자에는 "천성이 온후하고, 강철 같은 의지를 품고 소신을 향해 용왕매진"한다는 인물평이 실려 있다.
이후 강원도 고성군과 영월군 군수를 역임했다. 1928년 일본 정부로부터 쇼와기념대례장을 수여받은 바 있고, 훈6등 서보장도 수여받는 등 1939년을 기준으로 정7위 훈6등에 서위되어 있었다.
2008년 발표된 민족문제연구소의 친일인명사전 수록예정자 명단 가운데 관료 부문에 선정되었다.

## 참고자료
- 김창두(金昌斗) - 국사편찬위원회